# 삼국지 VIII
《삼국지 VIII》(三國志VIII, Romance of the Three Kingdoms VIII)는 코에이의 삼국지 시리즈 중 8번째 게임이다.

## 개요
삼국지Ⅶ의 발전형. 이벤트를 통해 결혼을 할 수 있고, 무장간 개개인의 친밀도가 숫자로 표시되었으며 은원관계, 호적수, 의형제 등의 인간관계가 시스템 상으로 등장하였다. 또한 장수의 스테이터스 면에서는 전법과 특기가 따로 구분되어 있다. 가장 육성시뮬레이션적인 요소가 강한 시리즈이며 이전작들이 '게임으로 만드는 나만의 삼국지' 라면 본작은 '한 사람의 무장이 되어 그 인생을 체험한다'라고 할 수 있다.
삼국지상의 판도가 바뀔 때마다 시나리오의 시작 시점을 세분하여 제공하였기 때문에, 선택 가능한 시나리오가 가장 많은 시리즈이기도 하다. 파워업키트에서는 제갈량 사후의 시나리오가 추가되고 전술모드가 추가되는 한편, 자식교육의 요소를 추가하여 육성시뮬레이션적인 요소를 더욱 강화하였다.